# Zdarzenie (fizyka cząstek elementarnych)
W fizyce cząstek elementarnych, zdarzenie oznacza rezultat oddziaływań podstawowych pomiędzy cząstkami, następującego w bardzo krótkim przedziale czasu oraz dobrze zlokalizowanym miejscu w przestrzeni. Z powodu kwantowej zasady nieoznaczoności, zdarzenie w fizyce cząstek nie znaczy dokładnie tego samego, co w teorii względności, w której zdarzenie jest punktem w czasoprzestrzeni.
W typowym zdarzeniu przychodzące cząstki są rozpraszane lub unicestwiane, a na ich miejsce pojawiają się nawet setki innych, z których niektóre mogą być całkiem nowymi, nieodkrytymi do tej pory.
W starych komorach pęcherzykowych i komorach mgłowych, "zdarzenia" można zobaczyć obserwując ścieżki cząstek naładowanych wychodzące z regionu zdarzenia, zanim zawiną się na skutek działania pola magnetycznego wypełniającego komorę.
W nowoczesnych akceleratorach cząstek, zdarzenia są wynikiem oddziaływań zachodzących z przecięcia wiązek wewnątrz detektora cząstek.
Wielkości fizyczne, używane do analizowania zdarzeń, obejmują przekrój rozpraszania, strumień pola wiązki cząstek (co zależy od ich koncentracji w wiązce oraz średniej prędkości), szybkość zachodzenia reakcji oraz światło eksperymentu.
Indywidualne zdarzenia fizyki cząstek modelowane są przez teorię rozpraszania, opartą na kwantowej teorii pola. Macierz S używana jest do obliczania prawdopodobieństwa różnych stanów cząstek wychodzących, zadanych stanami wejściowymi. Dla odpowiednich kwantowych teorii pola, macierz S może być obliczona perturbacyjną ekspansję w formie diagramów Feynmana. Na poziomie pojedynczego diagramu Feynmana, "zdarzenie" ma miejsce wtedy, gdy cząstki i antycząstki wyłaniają się z wierzchołka interakcji.
Zdarzenia następują naturalnie w astrofizyce i geofizyce, np. w subatomowych kaskadach cząstek, wytwarzanych przez rozpraszanie promieni kosmicznych.